# Archanara arundinis
Archanara arundinis là một loài bướm đêm trong họ Noctuidae.